# Episodi di The Man Behind the Badge (seconda stagione)
La seconda stagione della serie televisiva The Man Behind the Badge è stata trasmessa in anteprima negli Stati Uniti d'America dalla CBS tra l'8 gennaio 1955 e il 24 settembre 1955.
| nº | Titolo originale                     | Titolo italiano | Prima TV USA      | Prima TV Italia |
| -- | ------------------------------------ | --------------- | ----------------- | --------------- |
| 1  | The Case of the Troubled Circus      |                 | 8 gennaio 1955    |                 |
| 2  | The Case of the Crying Lady          |                 | 15 gennaio 1955   |                 |
| 3  | The Case of the Wild Wind            |                 | 22 gennaio 1955   |                 |
| 4  | The Case of the Fatal Warning        |                 | 29 gennaio 1955   |                 |
| 5  | The Case of the Tattooed Man         |                 | 5 febbraio 1955   |                 |
| 6  | The Case of the Dying Past           |                 | 12 febbraio 1955  |                 |
| 7  | The Case of the Invisible Mark       |                 | 19 febbraio 1955  |                 |
| 8  | The Case of the Priceless Passport   |                 | 26 febbraio 1955  |                 |
| 9  | The Case of the Black Sheep          |                 | 5 marzo 1955      |                 |
| 10 | The Case of the Wholesale Burglaries |                 | 12 marzo 1955     |                 |
| 11 | The Case of the Part-Time Cop        |                 | 19 marzo 1955     |                 |
| 12 | The Case of the One-Eyed Jack        |                 | 26 marzo 1955     |                 |
| 13 | The Case of the Uncrowned Champ      |                 | 2 aprile 1955     |                 |
| 14 | The Case of the Deadly Delicacy      |                 | 9 aprile 1955     |                 |
| 15 | The Case of the Unknown Man          |                 | 16 aprile 1955    |                 |
| 16 | The Case of the Long, Dark Night     |                 | 23 aprile 1955    |                 |
| 17 | The Case of the Capital Crime        |                 | 30 aprile 1955    |                 |
| 18 | The Case of the Elusive Firebug      |                 | 7 maggio 1955     |                 |
| 19 | The Case of the Wild West            |                 | 14 maggio 1955    |                 |
| 20 | The Case of the Desperate Moment     |                 | 21 maggio 1955    |                 |
| 21 | The Case of the Unwelcome Stranger   |                 | 28 maggio 1955    |                 |
| 22 | The Case of the One-Way Ticket       |                 | 4 giugno 1955     |                 |
| 23 | The Case of the Educated Prisoner    |                 | 11 giugno 1955    |                 |
| 24 | The Case of the Pot of Gold          |                 | 18 giugno 1955    |                 |
| 25 | The Case of the Hot Stock            |                 | 25 giugno 1955    |                 |
| 26 | The Case of the Red Letter Day       |                 | 2 luglio 1955     |                 |
| 27 | The Case of the Second Chance        |                 | 9 luglio 1955     |                 |
| 28 | The Case of the Deadly Homburg       |                 | 16 luglio 1955    |                 |
| 29 | The Case of the Most Dangerous Game  |                 | 23 luglio 1955    |                 |
| 30 | The Case of the Phoney Paper         |                 | 30 luglio 1955    |                 |
| 31 | The Case of the Quiet Guest          |                 | 6 agosto 1955     |                 |
| 32 | The Case of the Guardian Angel       |                 | 13 agosto 1955    |                 |
| 33 | The Case of the Hunted Hobo          |                 | 20 agosto 1955    |                 |
| 34 | The Case of the One-Armed Bandits    |                 | 27 agosto 1955    |                 |
| 35 | The Case of the Big Break            |                 | 3 settembre 1955  |                 |
| 36 | The Case of the Reluctant Thief      |                 | 10 settembre 1955 |                 |
| 37 | The Case of Operation Sabotage       |                 | 17 settembre 1955 |                 |
| 38 | The Case of the Silent War           |                 | 24 settembre 1955 |                 |